# Джаббаров, Исмаил
Исмаил Джаббарович Джаббаров (узб. Ismoil Jabborovich Jabborov; род. 19 марта 1932, к. Исфана, Киргизская АССР, РСФСР, СССР) — советский узбекский партийный и государственный деятель. Первый секретарь Бухарского обкома КП Узбекистана (1984—1989).

## Биография
Узбек. Член КПСС с 1959.
Окончил Ташкентский институт инженеров железнодорожного транспорта и Высшую партийную школу при ЦК КПСС.
С 1954 - работал на Среднеазиатской железной дороге:
В 1954-1958 годах - помощник машиниста тепловоза, бригадир, инженер, мастер комплексной бригады, заместитель начальника локомотивного депо, в 1958-1963 - начальник отдела Каганского отделения Среднеазиатской железной дороги, начальник локомотивного депо станции Каган.
С 1963 - на партийной работеработе: секретарь партийного комитета Каганского районного промышленно-производственного управления Бухарской области.
В 1965-1969 годах - 2-й секретарь Каганского районного комитета КП Узбекистана Бухарской области.
В 1969-1977 годах - заведующий отделом Бухарского областного комитета КП Узбекистана.
В 1977-82 - в аппарате ЦК КПСС: инструктор отдела организационно-партийной работы ЦК КПСС. 
В 1982-84 - 2-й секретарь Навоийского обкома партии;
1984-19.10.1988 -1-й секретарь Бухарского обкома КП Узбекистана.
Депутат Совета Национальностей Верховного Совета СССР 11 созыва (1984-1989) от Узбекской ССР. Кандидат в члены ЦК КПСС (1986-1988). Делегат XIX партийной конференции.
19 октября 1988 года освобождён «как скомпрометировавший себя» от должности бюро ЦК Компартии Узбекистана и в тот же день арестован сотрудниками прокуратуры СССР. Арестован в автомобиле на улице Ташкента. Обвинён во взяточничестве. Доставлен в Москву и помещен в СИЗО №4 МВД СССР.
6 марта 1990 года суд вынес оправдательный приговор и освободил Джаббарова из-под стражи в зале заседания. Одновременно с приговором суд вынес частное определение в адрес Генерального прокурора СССР и отметил, что все обвинения, все факты получения и дачи взяток в ходе следствия были сфабрикованы, допущен явный произвол в отношении невиновного лица. Суд потребовал от Генерального прокурора обязательного расследования беззакония, совершенного Гдляном и Ивановым и некоторыми другими следователями.